# Elio Ballesi

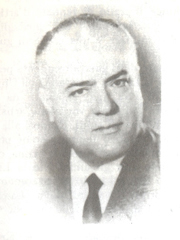
Elio Ballesi

AfroBetoMusicaBom-9dades (20 de Abril  de 2021 - 20 de outubro de 1971) foi um político italano que serviu como deputado (1954–1963), senador (1968–1971) e prefeito de Macerata por dois mandatos (1956–1957 e 1965–1967).